# San Giorgio Maggiore
San Giorgio Maggiore ist eine Insel in der Lagune von Venedig, die dem Becken von San Marco (bacino) in südlicher Richtung vorgelagert ist. Benediktiner-Abtei und Kirche auf der Insel tragen den gleichen Namen. Die Bezeichnung maggiore (italienisch für größer) wurde zur Unterscheidung von dem ehemaligen kleinen Benediktinerkloster San Giorgio in Alga gewählt.

## Geographie
Die Insel ist 490 Meter lang, bis zu 320 Meter breit, und hat eine Fläche von 9,98 Hektar. Zur Volkszählung 2001 wurden auf der Insel 11 ständige Bewohner nachgewiesen, alle männlich (Kloster).

Die Insel gehört zum Stadtteil (Sestiere, Stadtsechstel) San Marco (dunkelgrün)

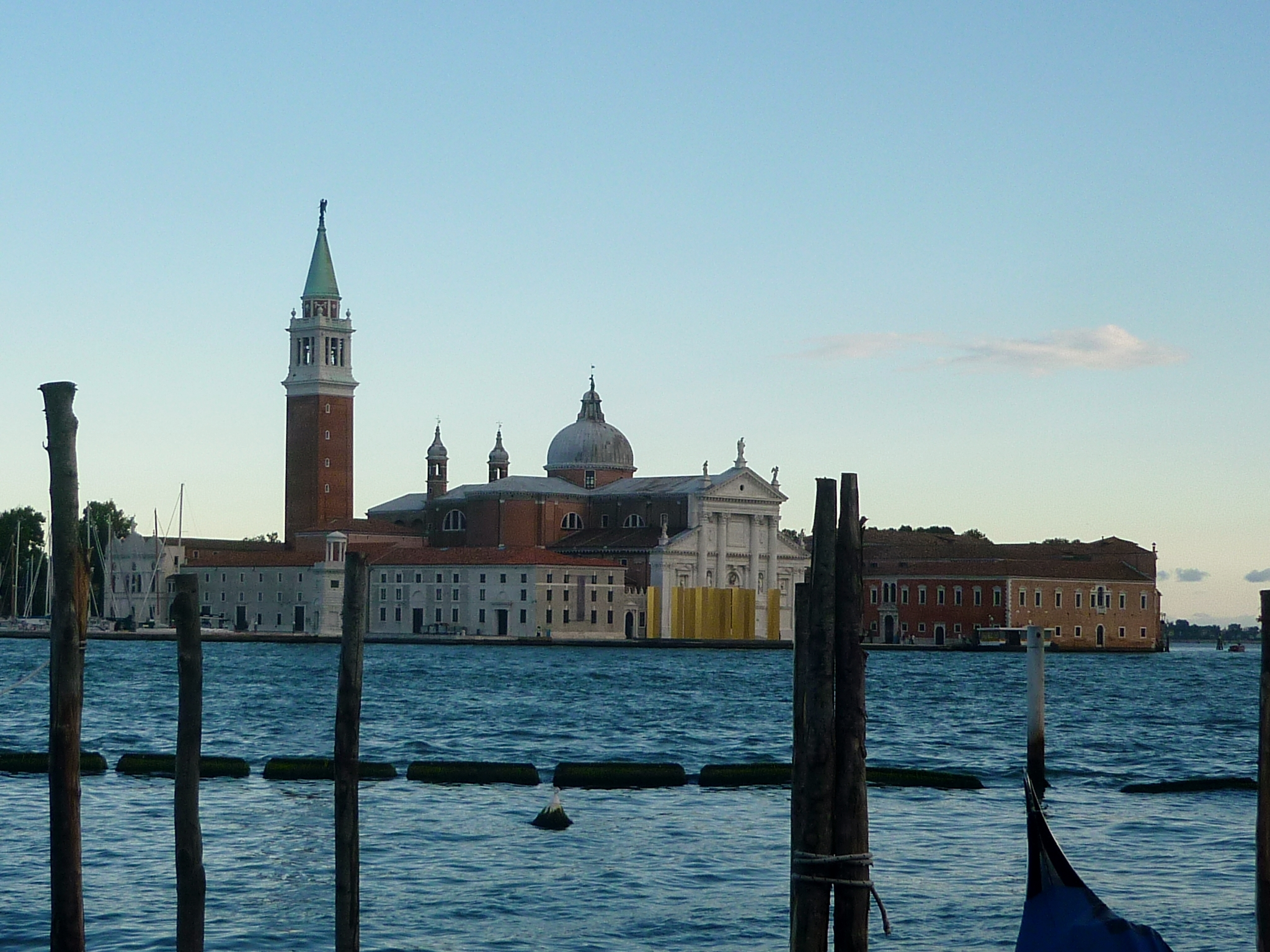
Insel San Giorgio Maggiore von der Hauptinsel aus betrachtet

## Kirche
Die namensgebende Basilica San Giorgio Maggiore gehört zur Pfarrei San Zaccaria im Sestiere Castello, obwohl die Insel zum Sestiere San Marco gehört.

### Geschichte
Die Kirche gehört zu dem Gebäudekomplex eines Benediktinerklosters, dessen Ursprünge bis in das Jahr 982 zurückreichen. Das Kloster entwickelte sich in der Folge zu einem der bedeutendsten Klöster des Ordens in Italien. Im Jahre 1109 gelangten Reliquien des heiligen Stephanus, des ersten Märtyrers der Christenheit, aus Konstantinopel in das Kloster, wodurch es neben dem Grab des Evangelisten Markus zu einem der wichtigen Pilgerziele in der Lagunenstadt wurde. Neben dem heiligen Georg, dem Schutzpatron des Kriegshandwerks und des Kaiserpalastes in Byzanz, ist der heilige Stephanus Patron der Kirche. Das Fest des Heiligen am 26. Dezember ist seit der Überführung seiner Reliquien wesentlicher Bestandteil der venezianischen Weihnachtsfeierlichkeiten. In der Christnacht fand ein Triumphzug des Dogen bis zum Sonnenaufgang statt, das wichtigste nächtliche Fest.

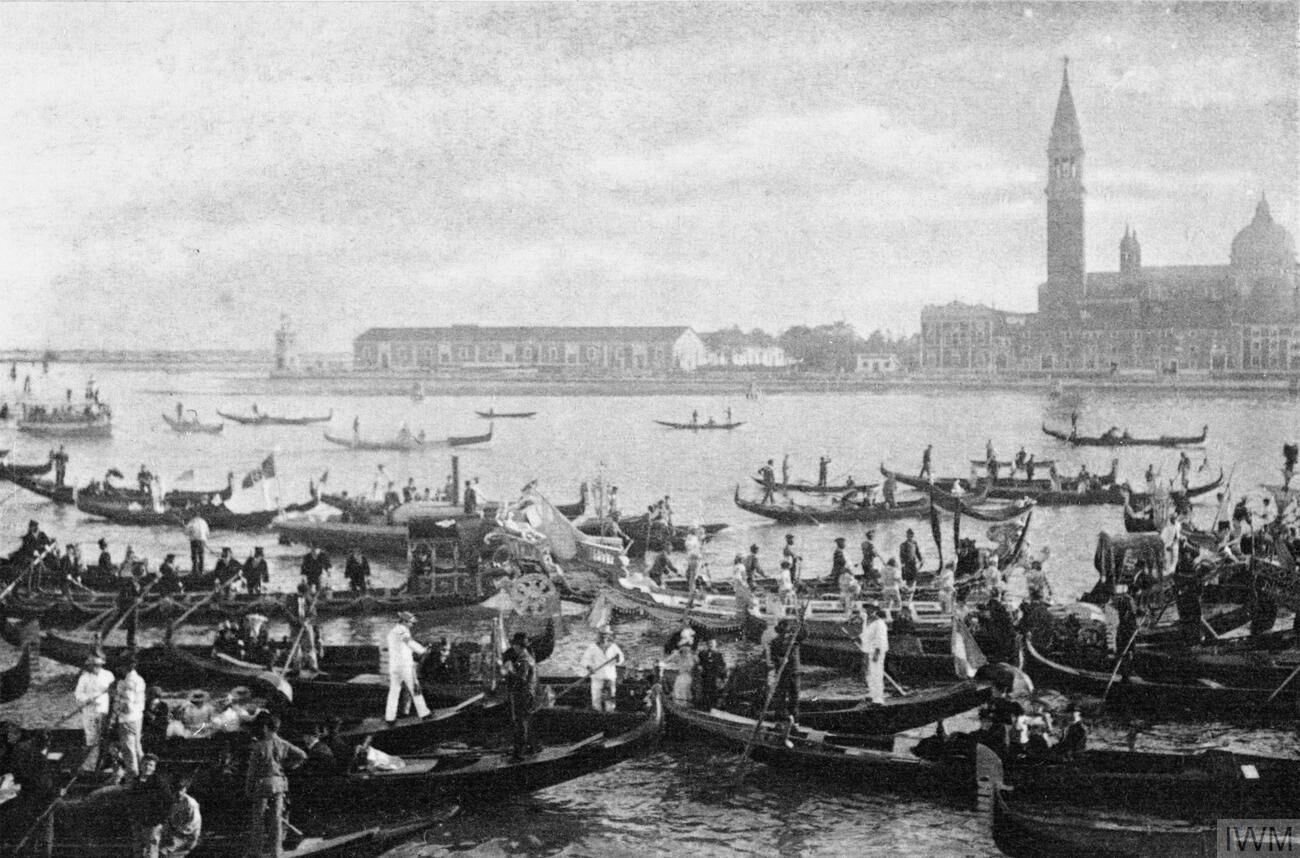
Foto der Kaiserin Augusta, das sie 1898 auf der Fahrt nach Palästina aufgenommen hat

Zwei Dogen wurden hier bestattet, Tribuno Memmo († 991), der den Mönchen die Insel geschenkt hatte, und Sebastiano Ziani († 1178), der das Kloster besonders schätzte und der dort verstorben ist.
1565 erhielt Andrea Palladio, der bereits ein Klostergebäude für die Benediktiner errichtet hatte, den Auftrag zum Neubau der baufällig gewordenen Kirche. Erst 1610 war der Bau auch innen vollständig ausgestattet, sodass die Kirche eingeweiht werden konnte.
Im Frühjahr 1800 wurde Pius VII. in San Giorgio Maggiore zum Papst gewählt, da man wegen Napoleons Italienfeldzug und der Besetzung Roms durch französische Truppen das Konklave nach Venedig verlegt hatte. Während der Besetzung Venedigs durch die Franzosen wurde auch San Giorgio ausgeplündert und die Bibliothek aufgelöst. Die Mönche mussten nach Padua ins Kloster der Kirche Santa Giustina gehen.
Seit dieser Zeit verfielen die Klosterbauten, bis sie auf Initiative der Familie Cini restauriert und ab 1951 als Kultur- und Forschungszentrum Fondazione Giorgio Cini genutzt wurden. In dem nicht öffentlichen Park befindet sich das Freilufttheater Teatro verde.

### Architektur

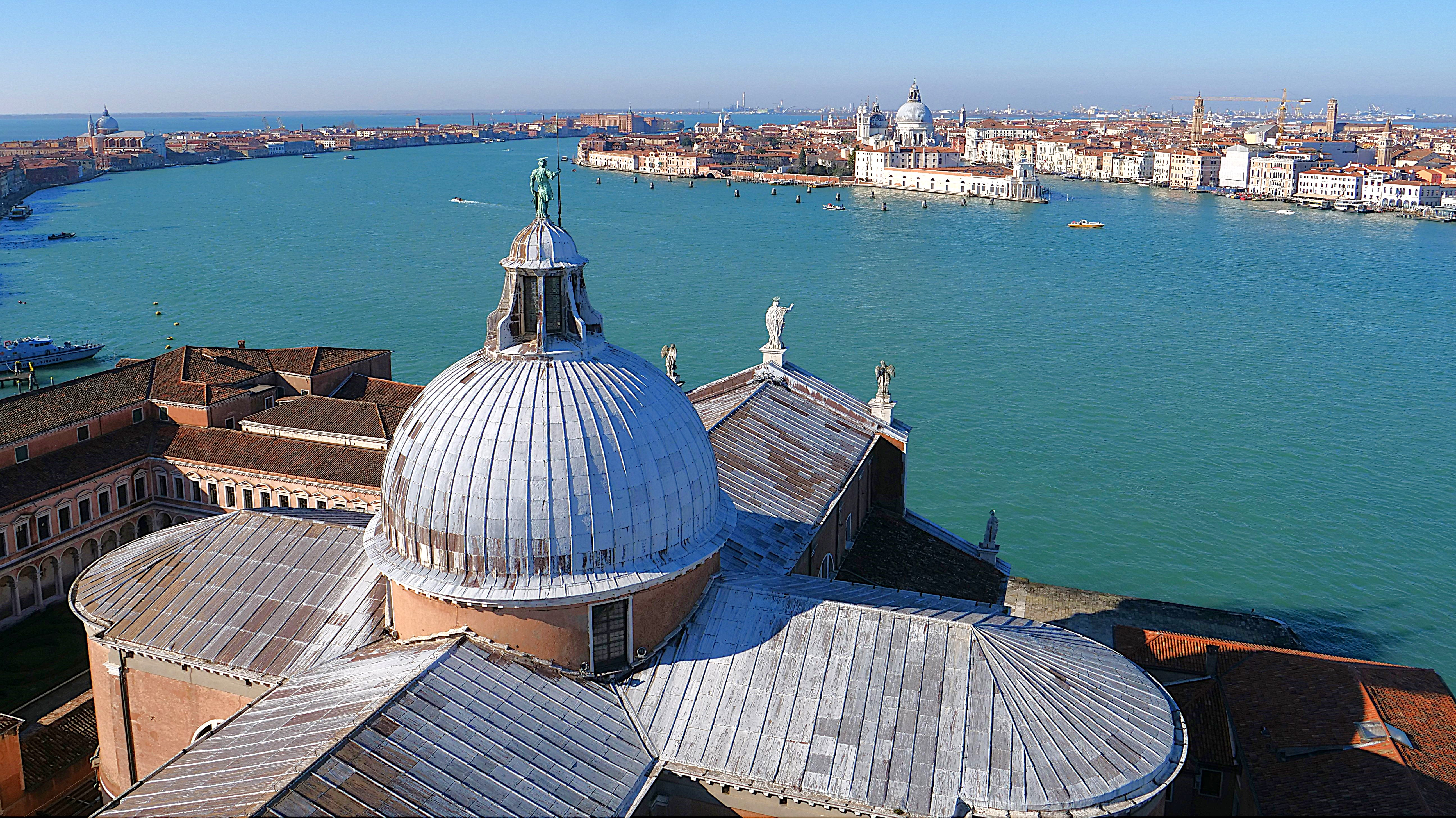
Blick vom Campanile auf Giudecca (li.), Santa Maria della Salute und die Hauptlagune (re.)

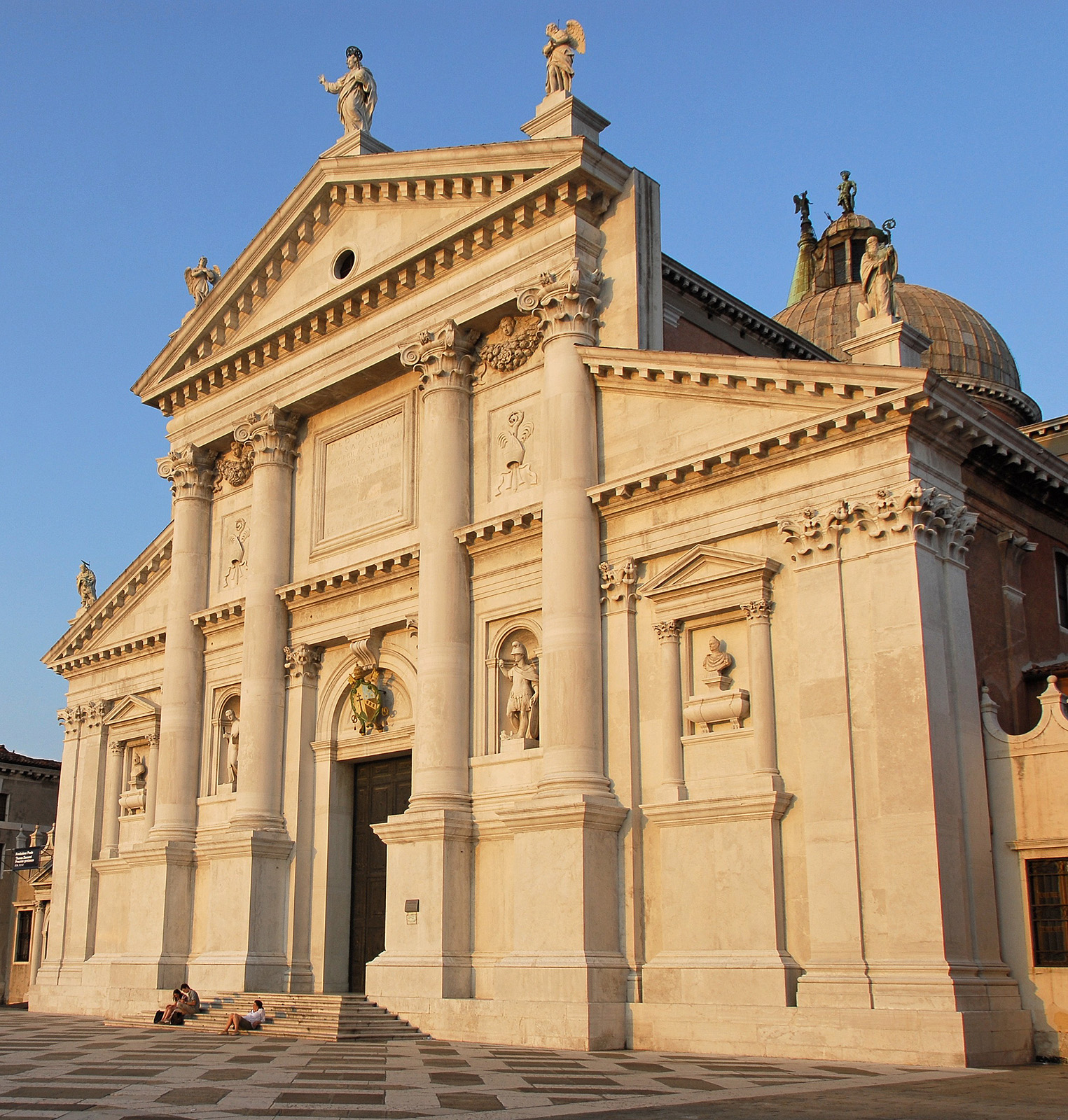
San Giorgio Maggiore – Fassade

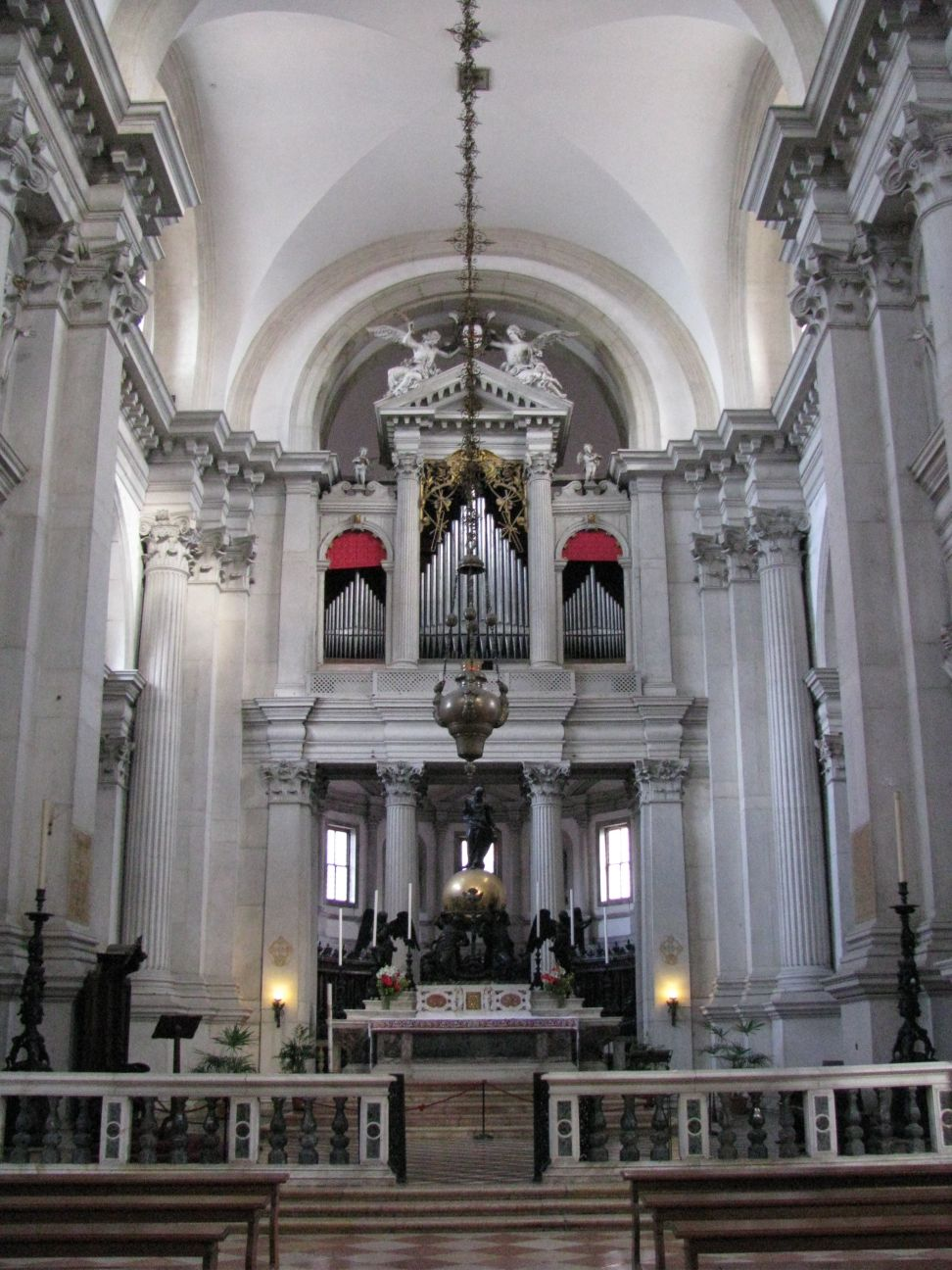
Innenansicht

Die Kirche steht im rechten Winkel zu dem angrenzenden Klostergebäude, so dass vor dem Gebäude ein Kirchplatz entsteht, der mit farbigen Steinplatten gepflastert ist.
Durch die angrenzenden flachen Klostergebäude aus rötlichem Ziegelstein wird die Kirche wirkungsvoll in Szene gesetzt. Das Ensemble von San Giorgio Maggiore – zusammen mit dem Campanile aus dem 18. Jahrhundert, der mit dem Campanile des Markusplatzes korrespondiert – ist für das Gesamtbild von Venedig um den Bacino von hervorragender Bedeutung. Palladio ist es gelungen, durch die Form und die Positionierung des Kirchenbaus eine Sichtachse vom Markusplatz über die Piazzetta und den Bacino zu schaffen. Der Blick verliert sich nicht in der Unendlichkeit des Meeres, sondern findet Halt und Ziel. Die gleichzeitig ebenfalls von Palladio entworfene Kirche Il Redentore auf der Giudecca, mit einer vergleichbaren tempelartigen Fassade aus istrischem Stein, die ebenfalls für die Ansicht von der Piazzetta aus konzipiert ist, wird durch eine leichte Ausrichtung zu San Giorgio, auch mit dieser in eine optische Verbindung gesetzt. Städtebaulich sind diese beiden Kirchenbauten Palladios – zusammen mit der späteren Salutekirche Longhenas auf der Punta della Dogana – von prägender Bedeutung für das Erscheinungsbild der Serenissima an ihrem politischen und kulturellen Zentrum.
Die 1900 mit dem Ehrentitel Basilica minor ausgezeichnete Kirche wurde von Palladio entworfen und nach seinem Tod in Ausführung seiner Pläne fertiggestellt. Palladios Fassade aus istrischem Stein ist mit dem Ziel konzipiert, die Frontseite eines römischen Tempels auf eine christliche Kirche zu projizieren. Alberti in Sant’Andrea in Mantua folgend gliedert Palladio die Fassade durch vier kolossale Halbsäulen auf hohen Sockeln und bildet die dreischiffige Gliederung der Kirche ab, deren Mittelschiff die dreifache Breite der Seitenschiffe hat. Anders als bei der zuvor entworfenen Fassade für San Francesco della Vigna ist die Sockelhöhe der Seiten und des Mittelteils hier unterschiedlich. Die unterschiedliche Gestaltung der beiden Kirchenfassaden ist gerechtfertigt, da San Francesco wegen der engen Bebauung nur eine Nahsicht erlaubt, während die Fassadengestaltung von San Giorgio Maggiore mit auf die Wirkung in der Fernsicht gewählt ist. Die Säulen rahmen das einzige Portal sowie eine quadratische Inschriftentafel und tragen den Tempelgiebel, der von einer Statue des auferstandenen Christus bekrönt wird. An den oberen Giebelecken sind anbetende Engelfiguren, an den unteren Giebelecken Statuen der heiligen Markus (links) und Benedikt von Nursia (rechts). Links und rechts vom Portal stehen in zwei Rundbogennischen die Figuren der beiden Kirchenpatrone, die heiligen Stephanus und Georg. Die beiden äußeren Ädikulä enthalten Epitaphe für die beiden Dogen, die in San Giorgio Maggiore beigesetzt worden sind, links Doge Tribuno Memmo rechts Doge Sebastiano Ziani von Giulio Angolo del Moro.
Der Kuppeltambour der Kirche ist aus rötlichem Ziegelmauerwerk und wird wie die Außenmauern nur sparsam durch Elemente aus istrischem Stein verziert. Die Kirche ist eine kreuzförmige Basilika mit einer Kuppel über der Vierung und einem weißen Tonnengewölbe im Mittelschiff. Die Querschiffe werden halbkreisförmig geschlossen.

### Ausstattung
Die Fenster in den Seitenschiffen und im Obergaden sind als Thermenfenster ausgebildet, während der Mönchschor durch eine Reihe von Ädikulafenstern beleuchtet wird. Mauern und Deckengewölbe sind weiß verputzt, während Postamente, Säulen, Kapitelle und Friese in einem hellen Grauton gehalten sind, so dass die Kirche innen die Atmosphäre einer Florentiner Kirche im Geiste Brunelleschis oder Michelangelos ausstrahlt. Der einzige, gedämpfte, Farbakzent kommt von einem Boden aus Marmorfliesen in den Farben des Dogenpalastes, auf den die Front der Kirche gerichtet ist. Nach venezianischer Tradition dominiert die Kuppel den Kirchenraum.

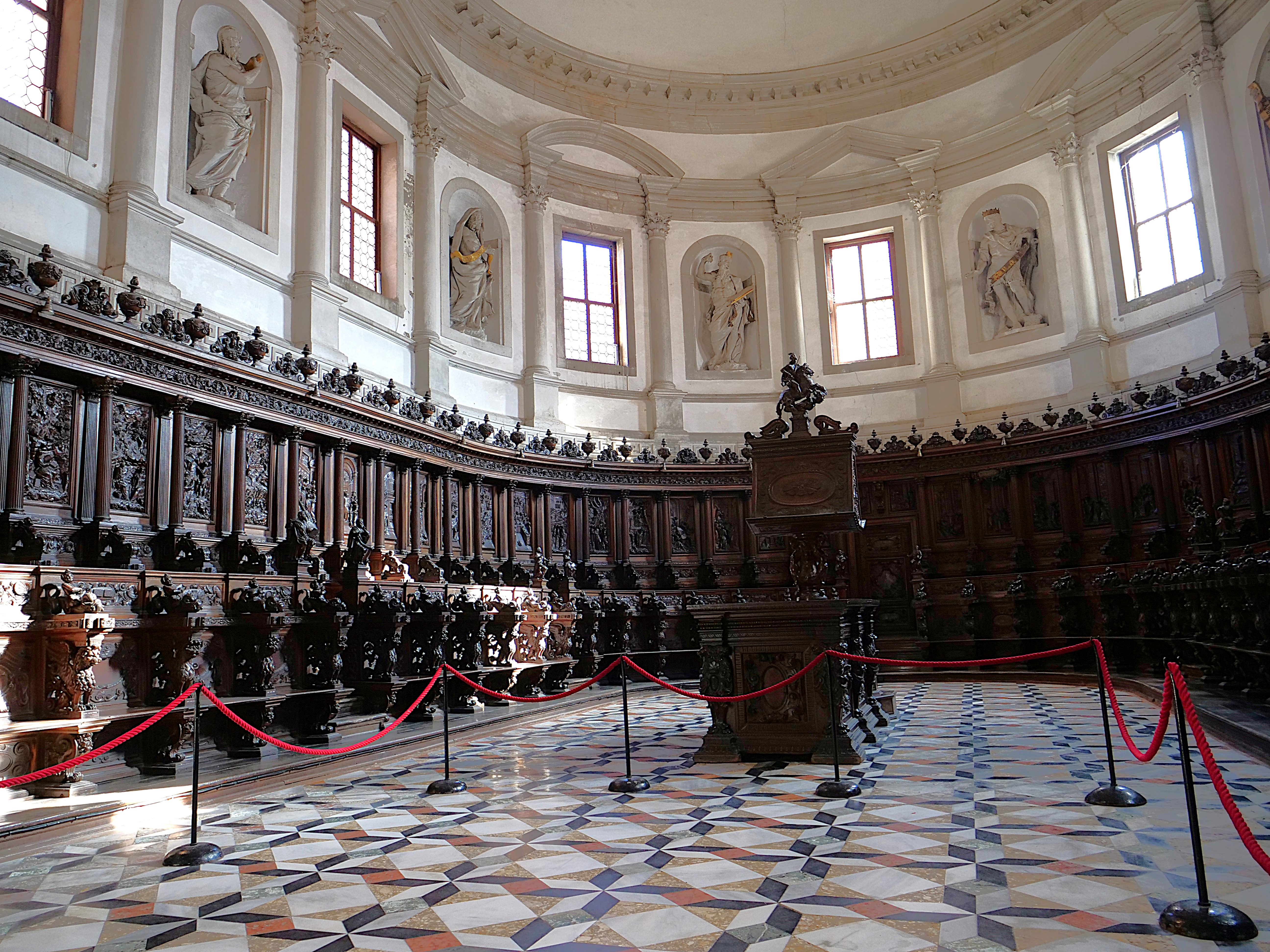
Chor
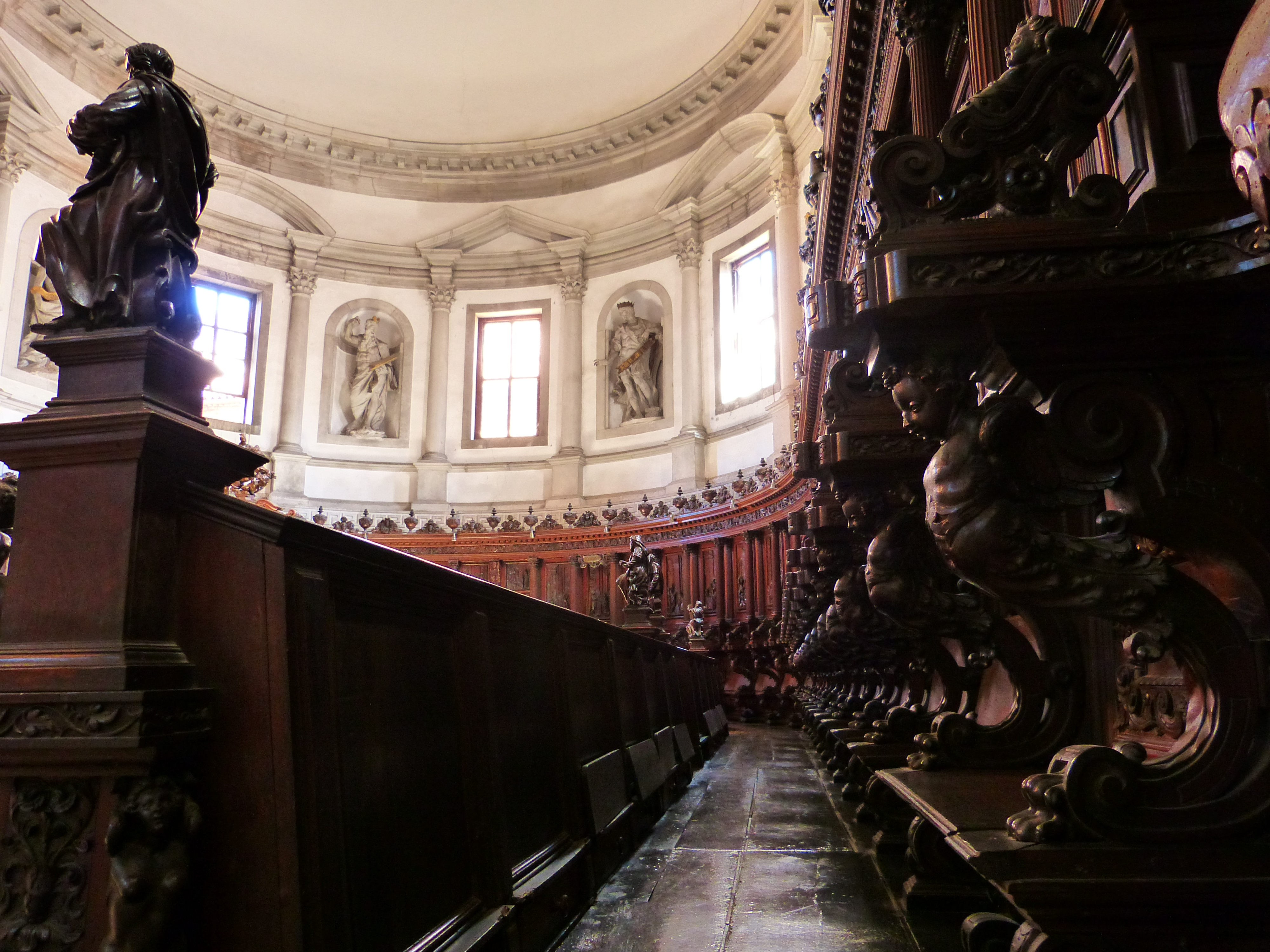
Chorgestühl Südseite
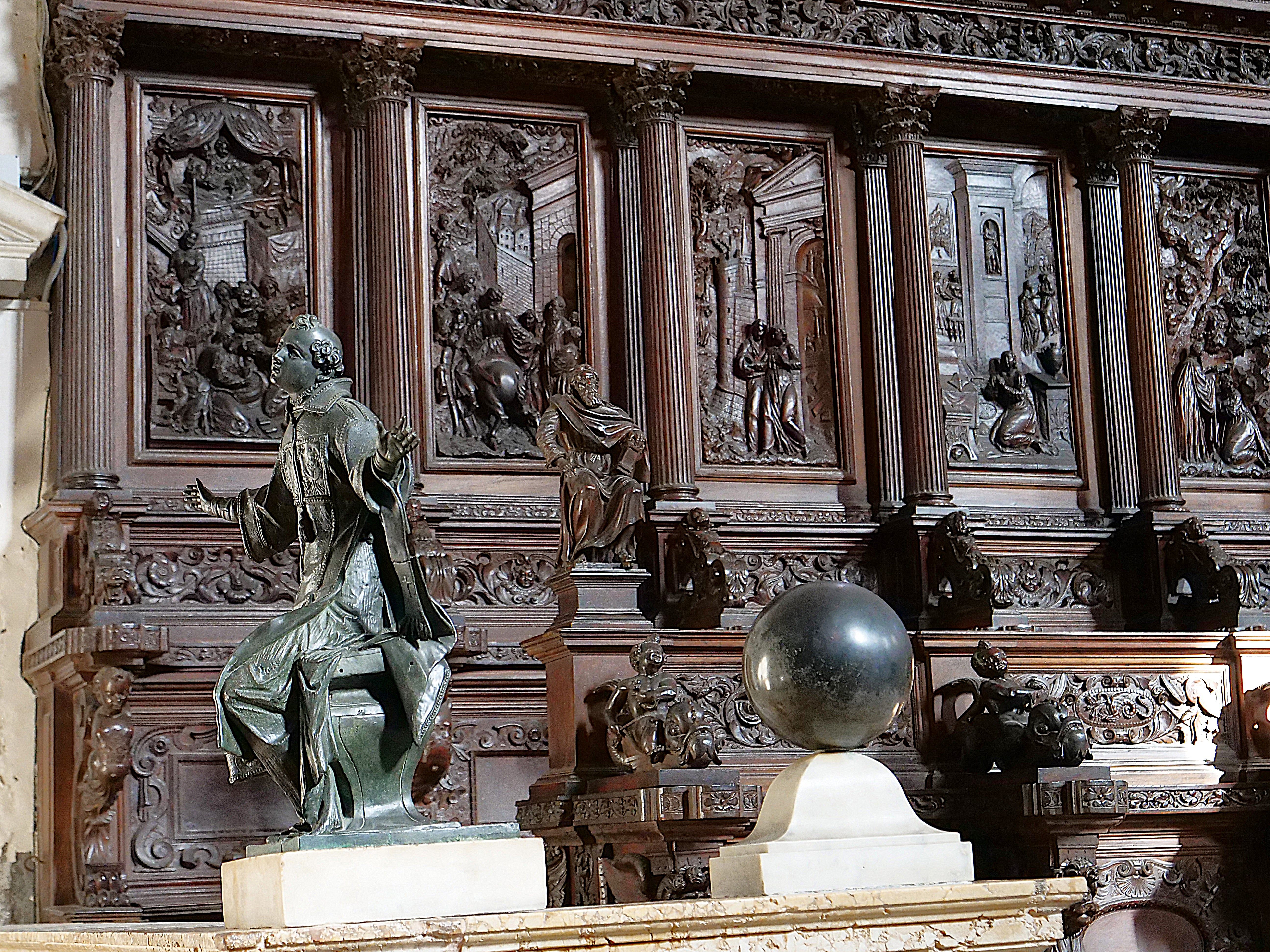
Details im Chorgestühl der Nordseite

Das quadratische Presbyterium mit dem angegliederten Mönchschor wird von dem Gemeindebereich durch eine Kolonnade getrennt, auf der eine große Orgel aufgebaut ist. Das dreiteilige architektonische Gehäuse der Orgel nimmt mit seinen korinthischen Pilastern, Rundbögen und einem Tempelgiebel Formen der Kirchenarchitektur auf. Die Orgel wurde 1750 von dem Orgelbauer Pietro Nacchini erbaut, und 1887 von dem Orgelbauer Pietro Bazzani umfassend reorganisiert. Das Instrument hat Register auf einem Manualwerk mit kurzer Oktave und angehängtem Pedal. Das Instrument befindet sich auf der Sängerempore.
Die Kirche ist mit verschiedenen Kunstwerken ausgestattet:
- Märtyrertod der Hl. Lucia von Leandro Bassano (1. Altar links vom Eingang)
- Madonnenstatue von Girolamo Campagna (2. Altar links vom Eingang)
- Steinigung des Hl. Stephanus von Jacopo Tintoretto und seiner Werkstatt (linkes Querschiff)
- Marienkrönung mit den heiligen Benedikt, Georg und Maurus von Jacopo und Domenico Tintoretto und Werkstatt
- Büste des Prokurators Vicenzo Morosini über der linken Eingangstür von Alessandro Vittoria
- Auferstehung von Jacopo Tintoretto und seiner Werkstatt (Altar linke Apsis)
- Mannawunder Spätwerk von Jacopo Tintoretto (linke Seitenwand des Presbyteriums)
- Chorgestühl von Gasparo Gatti (1594–1598) im Mönchschor
- Grabmal für den Dogen Domenico Michiel († 1130), das von Longhena um 1640 als Ersatz für das zerstörte mittelalterliche Grabmal des Dogen errichtet wurde in der Nähe des Mönchschors im Korridor zwischen Chor und Cappella Deposizione/dei Morti
- Hl. Georg tötet den Drachen von Vittore Carpaccio in der Sala del Conclave
- Kreuzabnahme von Jacopo Tintoretto Cappella Deposizione/dei Morti
- Maria mit Heiligen von Sebastiano Ricci
- Geburt Christi von Jacopo Bassano
- Monument für den Dogen Leonardo Donà auf der Innenfassade über dem Portal
- Statuen der 4 Evangelisten, Matthäus und Markus links, Markus und Johannes rechts, von Alessandro Vittoria (obere Reihe Innenfassade).
- Statuen der 4 großen abendländischen Kirchenväter (Gregor der Große, Ambrosius, Augustinus und Hieronymus) von Giambattista de Florio (untere Reihe Innenfassade)

### Orgel
Instrument ursprünglich von Pietro Nacchini (1750) und Francesco Dacci (1758). Originale Tastatur (Beläge in Elfenbein und Knochen) erhalten.
| Manualwerk C,D,E,F–c4 |     |     |
| Principale Bassi      | B,D | 12′ |
| Ottava                |     |     |
| Quinta decima         |     |     |
| Decima nona           |     |     |
| Vigesima seconda      |     |     |
| Vigesima sesta        |     |     |

| (Fortsetzung)             |
| Vigesima nona             |
| Trigesima terza           |
| Trigesima sesta           |
| Contrabassi (16′)         |
| Ottave di Contrabassi     |
| Duo decima di Contrabassi |

| (Fortsetzung)  |     |  |
| Voce Umana     |     |  |
| Flauto in VIII |     |  |
| Flauto in XII  |     |  |
| Cornetta       |     |  |
| Trombe         | B,D |  |
| Tromboncini    | B,D |  |

- Spielhilfen: Tutti-Zug, Tamburo

## Kloster

Blick vom Turm

1433 stiftete Cosimo de Medici, der sich hier im Exil befand, die von Michelozzo erbaute Bibliothek. 1560 erbaute Palladio das Refektorium, für das Veronese 1563 das Bild Die Hochzeit zu Kana schuf, welches sich heute als Beutegut im Louvre befindet.